# Luciana Gimenez

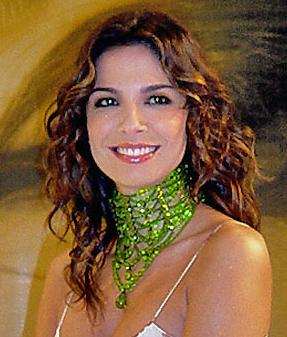
Luciana Gimenez (2003)

Luciana Gimenez Morad (* 3. November 1969 in São Paulo) ist ein brasilianisches Fotomodell und TV-Moderatorin.

## Leben
Luciana Gimenez ist die Tochter der Schauspielerin Vera Gimenez. Sie begann mit 13 Jahren ihre Model-Karriere, die sie zum Beispiel nach Paris, Hamburg, Mailand oder nach New York City führte. 
1998/1999 hatte sie eine Beziehung mit Rocksänger Mick Jagger, der auch der Vater ihres Sohnes Lucas Maurice Morad Jagger (* 18. Mai 1999) ist.
Luciana ist Moderatorin beim brasilianischen Sender Rede TV und betreut dort unter anderem ihre eigene Show Superpop. Im August 2006 heiratete sie Marcelo de Carvalho, den Vize-Präsidenten von Rede TV. Die beiden haben einen 2011 geborenen Sohn.